# Mariano Galván
Mariano Galván (Trelew, Argentina, 17 de marzo de 1980 - Monte Nanga Parbat, Pakistán, 24 de junio de 2017) fue escalador, montañista y guía profesional de montaña de la escuela provincial de guías de alta montaña y trekking Coronel Valentín Ugarte (EPGAMT, por sus siglas) ubicada en la ciudad de Mendoza, Argentina, además de ferviente amante de la naturaleza y atleta multidisciplinario. Desempeñaba su actividad principalmente en el Parque Provincial Aconcagua, donde ha realizado numerosas expediciones comerciales y deportivas y ha contribuido a la apertura de nuevas rutas, colaborando además con el cuerpo de rescatistas de manera voluntaria. Allí ha completado una escalada en solitario por la peligrosa pared sur del Aconcagua en poco más de un día.
Ha explorado montañas en Argentina, Ecuador, Perú, Nepal, Tíbet, Pakistán y Alaska. Ha llegado a las cimas de siete de las catorce montañas más altas del planeta (Los Ochomil). Everest, Lhotse, Gasherbrum I, Gasherbrum II, Broad Peak, Dhaulagiri y Manaslu, e intentado las cimas del Cho Oyu y K2, siempre sin oxígeno suplementario, mayormente en solitario y en estilo alpino.
Desempeñaba  otras actividades de aventura y deportivas como el parapentismo, paracaidismo, kayakismo, buceo libre y deportivo, triatlón, carreras de montañas, esquí y atletismo.
Es autor de varios artículos de difusión del alpinismo. A través de la escritura se ha convertido en un divulgador activo de su pasión por la montaña. Escribió  habitualmente en revistas especializadas y brindó  charlas en Argentina y España acerca de sus experiencias en la escalada de alta montaña. Impartió también cursos sobre escalada y rescate. Si bien fue un amante de las montañas más altas, también soñó con poder incursionar en la Antártida y los desiertos, para conocer más profundamente sus límites.

## Ascensos & Expediciones
2005
Ascenso al Aconcagua en el día, desde Plaza de Mulas a la cumbre en 12 horas por la ruta normal.
2007
Ascenso al glaciar de Los Polacos desde Plaza Argentina, cumbre en 11 horas y 30 minutos. Récord en solitario a la fecha.
2008
Apertura de una nueva ruta en solitario, en la cara este del Aconcagua llamada “Los Porters”, en solitario y desde el campo base Plaza Argentina, empleando 14 horas hasta la cumbre. Graduación de la vía D.
2009
Aconcagua: Glaciar de los Polacos, graduación AD. En solitario
Escalada de la pared sur del Ameghino, graduación MD, junto a Susana Tarditti.
Escalada del Filo Sureste, Graduación MD, en compañía de Ariel Dicarlantonio y Fernando Arnaudi. Primera y única repetición.
2010
Pared Sur del Aconcagua en solitario y en 34 horas, siendo el primer latinoamericano en lograrlo en esas condiciones. 
2011
Ascenso y cumbre a la cuarta montaña más alta del mundo, el Lhotse (8.516 m s. n. m.), en solitario, sin oxígeno suplementario y sin Sherpas de altura, siendo el segundo argentino en lograrlo de esta manera.
Ascenso y cumbre al Island Peak (6.189 m s. n. m.) en Nepal.
Escalada deportiva en España y Francia.
Aconcagua: Glaciar de los Polacos, intento a la pared oeste, altura alcanzada 6200 m s. n. m.
2012
Ascenso y cumbre a la montaña más alta del mundo, el Everest (8.848 m s. n. m.), en solitario, sin oxígeno suplementario y sin Sherpas de altura. Es el primer argentino en subir en este estilo por la cara sur y el segundo en lograrlo sin asistencia de oxígeno. El anterior ha sido Heber Orona.
En enero y febrero realizó la apertura de nuevas cascadas e itinerarios de roca en las inmediaciones de Plaza Argentina, Aconcagua.
2013
Ascenso y cumbre a la undécima montaña más alta del mundo, el Gasherbrum I (8.056 m s. n. m.), en el mes de julio del 2013. En solitario, sin oxígeno suplementario y sin Sherpas de altura.
Ascenso y cumbre a la decimocuarta montaña más alta del mundo Gasherbrum II (8.045 m s. n. m.), en el mes de julio de 2013. En solitario, sin oxígeno suplementario y sin Sherpas de altura.
Ascenso y cumbre al Denali la montaña más alta de América del Norte (6.194 m s. n. m.).
2014
Ascenso e intento de cumbre a la sexta montaña más alta del mundo, el Cho Oyu (8.201 m s. n. m.) en el mes de mayo del 2014. Altura alcanzada 8.000 m, en solitario, sin oxígeno suplementario y sin Sherpas de altura.
2015
Ascenso y cumbre a la decimosegunda montaña más alta del mundo, el Broad Peak (8.051 m s. n. m.) en el mes de julio de 2015. Ascendió por la vía Carsolio, logrando así la primera repetición de esta vía. En solitario, sin oxígeno suplementario y sin Sherpas de altura.
Ascenso e intento de cumbre a la segunda montaña más alta del mundo, el K2 (8.611 m s. n. m.) en el mes de julio. Altura alcanzada 7300 m s. n. m., sin oxígeno suplementario y sin Sherpas de altura.
2016
Ascenso y cumbre a la séptima montaña más alta del mundo, el Dhaulagiri (8.167 m s. n. m.) en el mes de mayo del 2016. Sin oxígeno suplementario y sin Sherpas de altura, en compañía del montañista español Alberto Zerain.
Ascenso y cumbre a la octava montaña más alta del mundo, el Manaslu (8.156 m s. n. m.) en el mes de octubre del 2016. Sin oxígeno suplementario y sin Sherpas de altura, en una expedición en conjunto con el montañista español Alberto Zerain quien también ha logrado llegar a la cumbre.
2017
Ascenso e intento de cumbre  a la cuarta montaña más alta del mundo, el Lhotse (8.516 m s. n. m.),  partiendo desde el campo base del Everest. Altura alcanzada 8.015 m s. n. m. en 16 hrs., sin oxígeno suplementario y sin Sherpas de altura.  (enlace roto disponible en Internet Archive; véase el historial, la primera versión y la última).
El 1 de julio de 2017 las autoridades, de Pakistán, dieron por muertos a Alberto Zerain y a Mariano Galván después de una semana de perder contacto con ellos mientras hacían el intento de cumbre al Nanga Parbat por la ruta de la Arista Mazeno.
 Archivado el 1 de julio de 2017 en Wayback Machine.

## Escritos
Mariano Galván "Libre" | Cumbres Mountain Magazine | Julio de 2017
https://cumbresmountainmagazine.com/libre/
Mariano Galván "Pared Sur del Aconcagua" Revista Kóoch junio de 2010. https://issuu.com/revista_kooch/docs/revista_kooch__18_junio_2010_/38 (enlace roto disponible en Internet Archive; véase el historial, la primera versión y la última).
Mariano Galván "Segunda repetición por el filo Sur Este" "Porters". Revista Kóoch 13 / junio de 2009. https://issuu.com/revista_kooch/docs/revista_kooch_13_junio_2009 (enlace roto disponible en Internet Archive; véase el historial, la primera versión y la última).
Mariano Galván "Lhotse" Revista Kóoch, agosto de 2011 https://issuu.com/revista_kooch/docs/revista_kooch_24/44 (enlace roto disponible en Internet Archive; véase el historial, la primera versión y la última).
MAriano Galván "Gasherbrums" Revista Kóoch, diciembre de 2013 https://issuu.com/revista_kooch/docs/revista_k__och_36_diciembre_2013/26 (enlace roto disponible en Internet Archive; véase el historial, la primera versión y la última).
Mariano Galván "Escalar en solitario" Revista Kóoch, septiembre de 2014. https://issuu.com/revista_kooch/docs/kooch_40/6 (enlace roto disponible en Internet Archive; véase el historial, la primera versión y la última).
Mariano Galván "Broad Peak" Revista Kóoch, septiembre de 2015 https://issuu.com/revista_kooch/docs/kooch_45/36 (enlace roto disponible en Internet Archive; véase el historial, la primera versión y la última).
Entrevista a Mariano Galván Revista Kóoch, octubre de 2016 https://issuu.com/revista_kooch/docs/k__och_50/30 (enlace roto disponible en Internet Archive; véase el historial, la primera versión y la última).
Entrevista a Mariano Galván Revista Kóoch abril de 2017 https://issuu.com/revista_kooch/docs/kooch_52/26 (enlace roto disponible en Internet Archive; véase el historial, la primera versión y la última).
Mariano Galván "Everest" Revista Kóoch agosto de 2012 https://issuu.com/revista_kooch/docs/revista_kooch_29_monta_a_y_escalada/24 (enlace roto disponible en Internet Archive; véase el historial, la primera versión y la última).
Mariano Galván “El Estilo”
Revista Kóoch, diciembre de 2014. https://issuu.com/revista_kooch/docs/k__och_41__dic_14 Archivado el 25 de junio de 2016 en Wayback Machine.
Mariano Galván “Entrenamiento: Pereza y Voluntad”
Revista Kóoch, junio - julio de 2015. https://issuu.com/revista_kooch/docs/k__och_43 Archivado el 25 de junio de 2016 en Wayback Machine.
Mariano Galván “Himalayismo Argentino”
Revista Kóoch, diciembre de 2015. https://issuu.com/revista_kooch/docs/k__och_46 Archivado el 25 de junio de 2016 en Wayback Machine.
Mariano Galván “La Verdadera Aventura”
Revista Kóoch abril, mayo de 2016. https://issuu.com/revista_kooch/docs/kooch_47 Archivado el 25 de junio de 2016 en Wayback Machine.
Mariano Galván "Dhaulagiri", mayo de 2016. https://www.facebook.com/notes/mariano-galvan/dhaulagiri/1220708717940338
Mariano Galván "Entrenamiento", junio de 2015. https://www.facebook.com/notes/mariano-galvan/entrenamiento/1009747012369844
Mariano Galván "Everest" - abril de 2015. https://www.facebook.com/notes/mariano-galvan/everest/1004136456264233
Mariano Galván "Confesiones de Altura" - abril de 2015. https://www.facebook.com/notes/mariano-galvan/confesiones-de-altura/992639120747300
Mariano Galván "Guerreros de lo Imposible" - marzo de 2015. https://www.facebook.com/notes/mariano-galvan/guerreros-de-lo-imposible/971997902811422
Mariano Galván "Escalada de la Pared Sur" - junio de 2010. https://www.facebook.com/notes/mariano-galvan/escalada-de-la-pared-sur/133119550032599
Mariano Galván "Expedición al Tibet 2014" - octubre de 2013. https://www.facebook.com/notes/mariano-galvan/expedicion-al-tibet-2014/695520747125807
Mariano Galván "Lhotse" - octubre de 2013. https://www.facebook.com/notes/mariano-galvan/lhotse-2011/694009627276919
Mariano Galván "Gashembrums" - agosto de 2013. https://www.facebook.com/notes/mariano-galvan/gashembruns/221876254490261
Mariano Galván "Desde el Everest hasta Ushuaia". Revista LaMuy, Edición Nº113, Pag.48 - octubre de 2016. Una de las últimas notas gráficas registradas a Mariano, tras su visita a la ciudad de Ushuaia (Tierra del Fuego), donde participó como jurado en el Festival de Cine de Montaña. https://issuu.com/revistalamuy/docs/lmy__113_tp

## Destacados
1. Pared Sur del Ameghino (6000 m) Graduación MD
2. Cerro Pirámide (5500 m) D.
3. Island Peak 6189 m (Nepal).
4. Pisis 6800 m
5. Chani 5896 m
6. Yanapaccha 5460 m Perú. AD.
7. Kala Patar 5500 m Nepal.
8. Chukung Ri 5300 m Nepal.
9. Lanín 3750 m Ruta normal.
10. Pico Ibañez: (5200 m)
11. Pico Bonete (5100 m)
12. Cerro El Plata (6000 m)
13. Rincón
14. Vallecitos.
15. Lomas Amarillas.
16. Agustín Álvarez (canal de Thomy)
17. Frankie (ruta sur)
18. Cerro tronador 3500 m ruta normal.
19. Platita. Cordón del Plata
20. Negro. Cordón del Plata.

## Rescates
Galván ha participado en diversas operaciones de rescate en el Parque Provincial Aconcagua. En enero de 2011 colaboró en el rescate de dos jóvenes montañeros atrapados a 5200 metros de altura durante dos días en la pared Oeste,
 y en febrero de 2012 formó parte del grupo de salvamento que protagonizó una de las más arriesgadas operaciones de rescate de la historia del montañismo argentino, llevada a cabo con éxito en la mítica pared Sur del Aconcagua.
En 2015 participó en la búsqueda del montañero hindú Mallí Bastan Babú que había desaparecido el 26 de marzo cuando se disponía a escalar el Cerro Tres Cruces. Mallí, célebre por haber escalado en 2006, en un tiempo récord, las siete cumbres más altas del mundo, fue finalmente encontrado sin vida el 6 de abril.